# مارفل كوك
مارفل جاكسون كوك (بالإنجليزية: Marvel Cooke)‏ (4 أبريل 1903 - 29 نوفمبر2000) صحفية وكاتبة وناشطة أمريكية رائدة في مجال الحقوق المدنية. وهي أول امرأة إفريقية أمريكية تعمل في صحيفة رئيسية مملوكة لذوي البشرة البيضاء.

## نشأتها وتعليمها
وُلدت مارفل جاكسون في مانكاتو، مينيسوتا. والدُها هو ماديسون جاكسون ووالدتها هي إمي وود جاكسون. نشأت وترعرعت في حي للبيض من الطبقة العليا في مينيابوليس، حيث انتقلت عائلتها في عام 1907. تخرّج والدها من كلية الحقوق بجامعة ولاية أوهايو ولم يتمكن من العثور على وظيفة كمحام أسود؛ وعملت والدتها كمعلمة وعاشت في محمية أمريكية للشعوب الأصلية. وفي عام 1925، تخرجت مارفيل من جامعة مينيسوتا وحصلت على شهادة في اللغة الإنكليزية، وهي في سن الثانية والعشرين.

## مسيرتها المهنيّة
منحت كوك وظيفة مساعد لويليام بورغهاردت دو بويس، محرر مجلة ذا كريسيس (بالإنجليزية: The crisis) التي تصدر باللغة الفرنسية، وفي عام 1926 انتقلت إلى مدينة نيويورك، واستقرت في هارلم أثناء نهضتها. وكان دو بويس أوّل من اكتشف قدراتها الكتابيّة، وخصّص لها عمود في المجلة، حيث تضمن مقتضبه كتابة نقد للأعمال التي قام بها عمالقة الأدب في ذلك اليوم، بما في ذلك لانغستون هيوز، وزورا نيل هورستون ودوروثي باركر.
وبإرشاد وتوجيهٍ من دو بويس، أصبحت صديقةً مع كبار الكتاب والفنانين، من ضمنهم بول روبيسون، وكونتي كولين، وإليزابيث كاتليت، وريتشارد رايت. فسخت خطبتها إلى روي ويلكينز لأنها اعتقدت أنه من المحافظين جدّاً.
في عام 1928، ذهبت للعمل في صحيفة نيويورك أمستردام الإخبارية، حيث كانت أول مراسلة في تاريخها الممتد على 40 عاما. وفي عام 1929، تزوجت من سيسيل كوك، المولود في جامايكا وخرّيج جامعة كولومبيا، وأسرع عدّاء العالم ذلك الوقت في سباق ربع ميل. وبعد الزواج، انتقلوا إلى غرينسبورو في كارولاينا الشمالية، حيث درّست مارفيل التاريخ والإنكليزية واللاتينية في قسم المدرسة الثانوية في كلية نورث كارولينا الزراعية والتقنية، واستمرّ زواجهما حتى وفاة كوك في عام 1978.
عادت جاسكون إلى العمل مرّة أخرى في صحيفة أخبار نيويورك وأمستردام في عام 1931، وساعدت في تأسيس الفرع الأول لنقابة الصحف في نيويورك وانخرطت في إضراب عن العمل في الأخبار، وانضمت إلى الاعتصام لمدة 11 أسبوعا عندما تم إغلاق نقابة المحررين؛ وانتهى الإضراب عشية عيد الميلاد عام 1934. استاءت كوك من تعيينها للتعامل مع التقارير الإجرامية في صحيفة أخبار نيويورك وأمستردام، ووجدت أن الصحيفة تتعامل بفظاظة مع مثل هذه القصص، وفضلت توسيع تغطية الصحيفة لمجال الفنون، فمثلًا سافرت على نفقتها الخاصة لتغطية حفلة ماريان أندرسون التاريخية في الهواء الطلق في نصب لنكولن التذكاري عام 1933. وفي نهاية المطاف غادرت كوك الصحيفة إلى الأبد في عام 1937، احتجاجًا على عنوان مثير («قتلت حبيبتي، نمت مع الجسد»). 
وفي الفترة من 1940 إلى 1947، عملت كوك في مجلة بيبلوز فويس «صوت الشعب» (وهي مجلة أسبوعية يملكها آدم كلايتون باول)، كمساعدة رئيس التحرير. وفي عام 1950 عيّنتها صحيفة ذا ديلي كومباس ومقرّها في نيويورك، لتصبح أول امرأة أفريقية أميركية تعمل كمراسلة لصحيفة مملوكة من ذوي البشرة البيضاء؛ وفي الوقت الذي كانت فيه هي المرأة الوحيدة العاملة هناك، فضلا عن كونها الصحفية السوداء الوحيدة. وفي العام التالي، ولتسليط الضوء على استغلال عاملات المنازل السود في منازل البيض، عملت فيها مع غيرها من الساعين إلى العمل يوما بعد يوم، ثم وصفت تجاربها في سلسلة مقتضبة من خمسة أجزاء في صحيفة ديلي كومباس بعنوان «سوق برونكس للعبيد»، استمرت بالعمل في الصحيفة حتى وفاتها في نوفمبر 1952م.
وأثناء عملها في صحيفة أمستردام نيوز في ثلاثينيات القرن العشرين، لم تساعد كوك في إنشاء فرع محلي لنقابة الصحف، وهي النقابة التي تضمّ الصحفيين العاملين، بل إنها عقدت اجتماعات نقابية في منزلها وشاركت لاحقا في إضراب لمدة أحد عشر أسبوعا انضمت خلاله إلى الحزب الشيوعي. وفي خمسينيات القرن الماضي، شغلت منصب مدير المجلس الوطني للفنون والعلوم والمهن في نيويورك. وفي عام 1953، عندما دعيت مرتين للإدلاء بشهادتها حول مشاركاتها مع الحزب الشيوعي أمام السيناتور جوزيف مكارثي، في نيويورك وواشنطن العاصمة، تذرّعت بالتعديل الخامس للدستور الأمريكي. وقد تطوعت بمنصب سكرتير الدفاع القانوني الوطني لصندوق دفاع أنجيلا ديفيس في عام 1971. وفي سنواتها الأخيرة أصبحت كوك نائبة رئيس لجنة الصداقة الأمريكية السوفيتية.
توفيت كوك بسرطان الدم في نيويورك في عام 2000 بعمر 97 عامًا، بعد أن عاشت معظم حياتها في شوجار هل، مانهاتن.